# Oscarsgalan 2007
Oscarsgalan 2007 var den 79:e upplagan av Academy Awards. Den hölls den 25 februari 2007 på Kodak Theatre i Hollywood och belönade insatser gjorda inom engelskspråkig film under 2006. Ellen DeGeneres debuterade som värd för galan. De nominerade offentliggjordes 23 januari 2007.

## Vinnare och nominerade
Vinnarna listas i fetstil.
| Bästa film | Bästa regi |
| --- | --- |

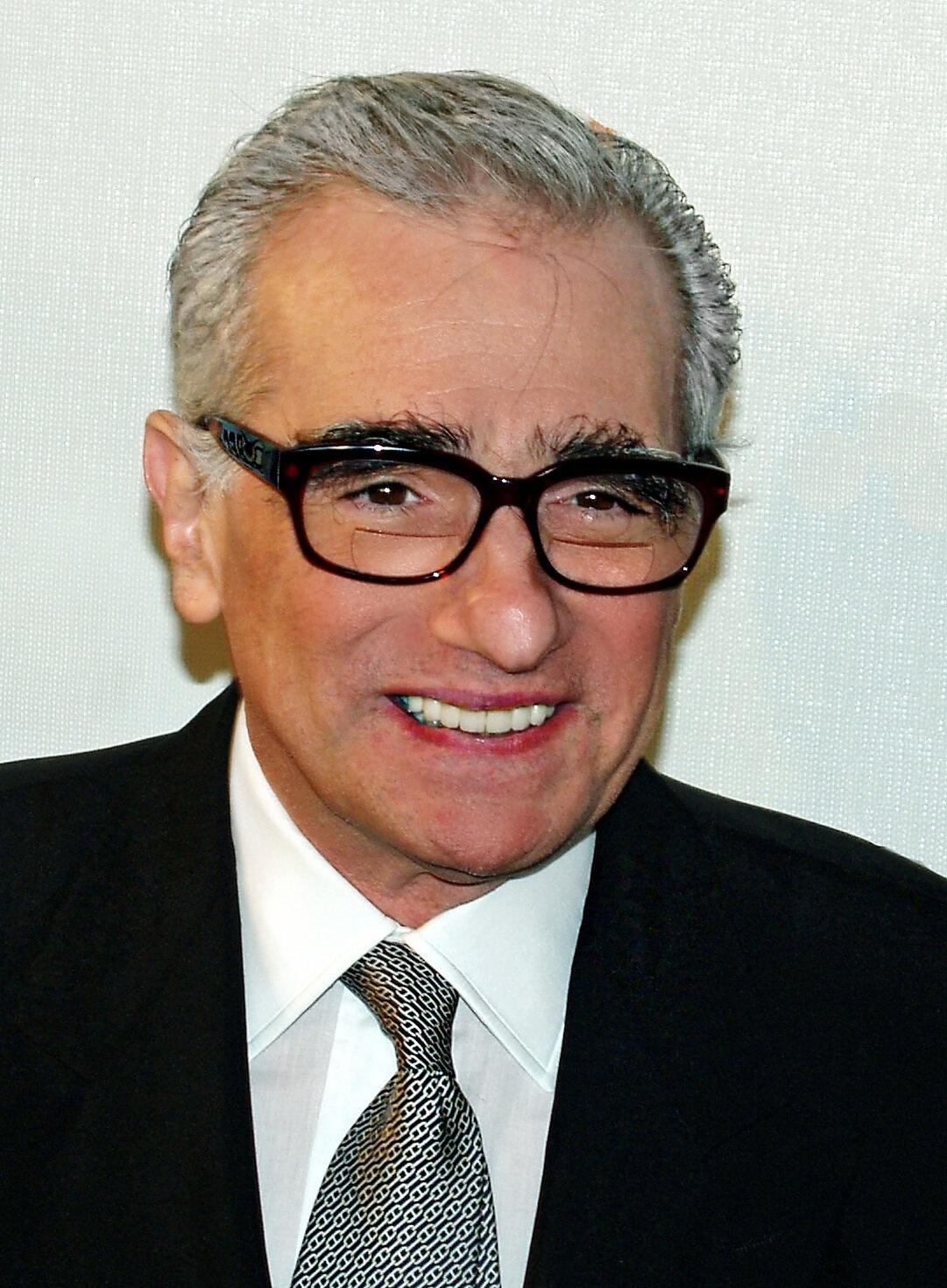
Martin Scorsese, bästa regissör

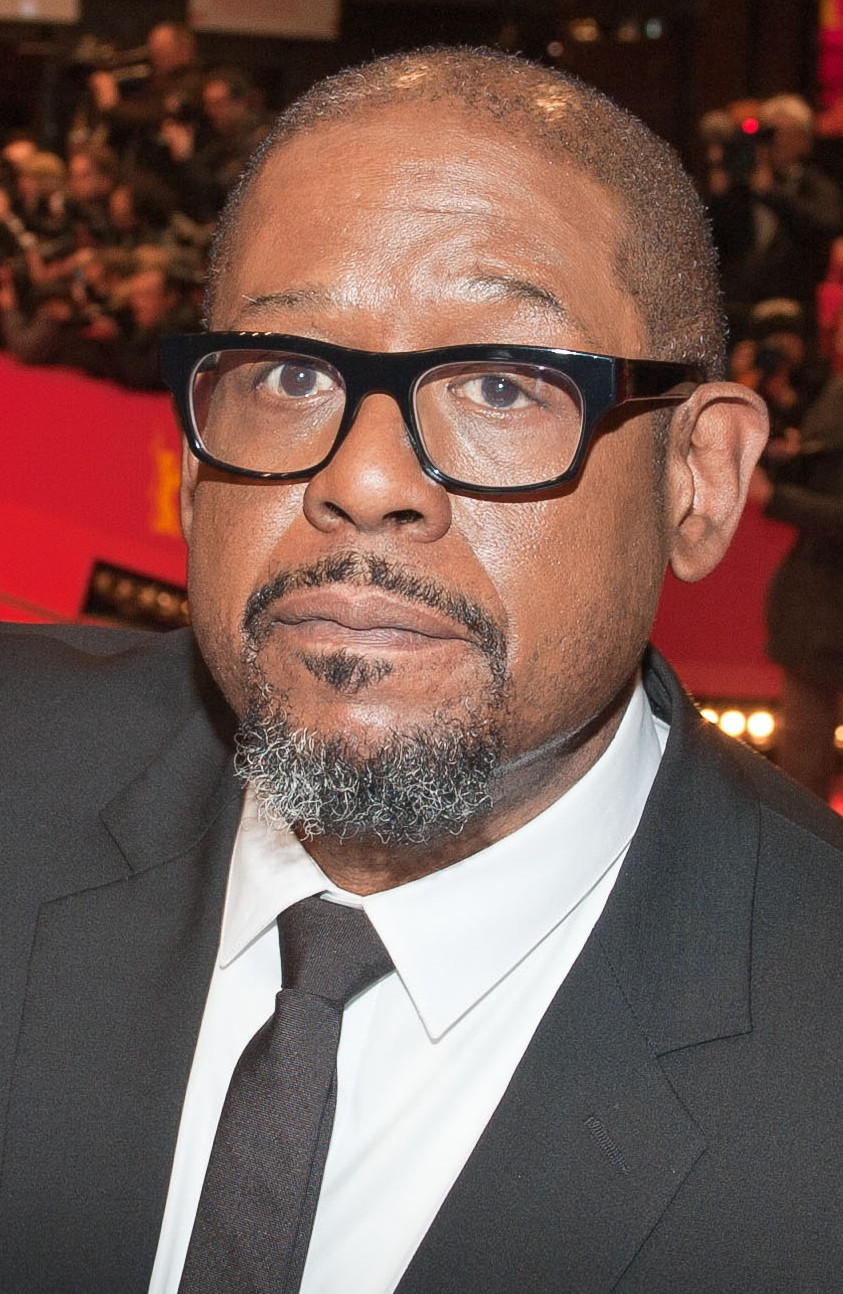
Forest Whitaker, bästa manliga huvudroll

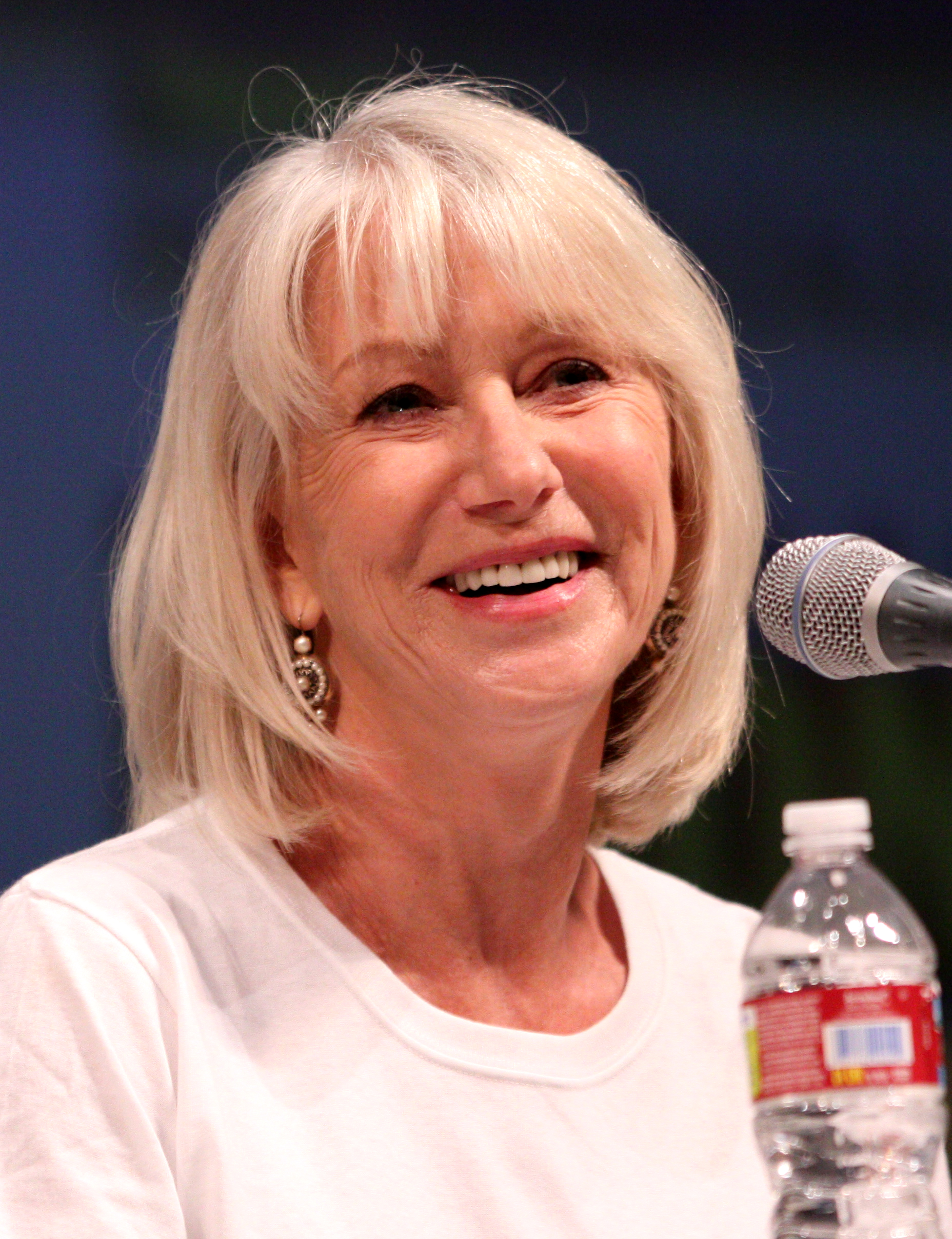
Helen Mirren, bästa kvinnliga huvudroll

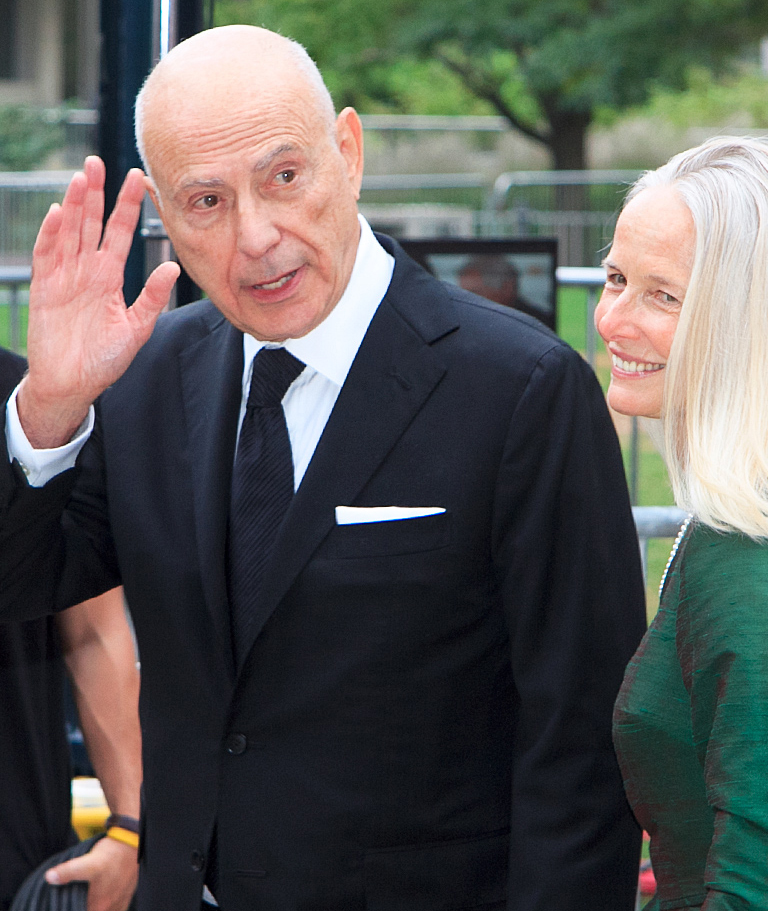
Alan Arkin, bästa manliga biroll

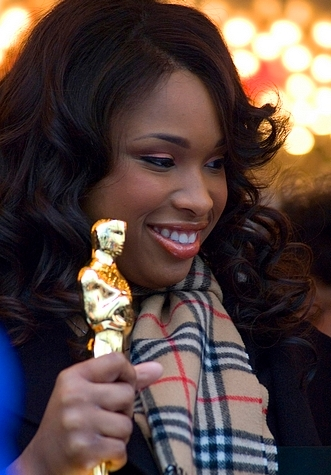
Jennifer Hudson, bästa kvinnliga biroll

| - The Departed – Graham King - Babel – Alejandro González Iñárritu, Jon Kilik och Steve Golin - Letters from Iwo Jima – Clint Eastwood, Steven Spielberg och Robert Lorenz - Little Miss Sunshine – David T. Friendly, Peter Saraf och Marc Turtletaub - The Queen – Andy Harries, Christine Langan och Tracey Seaward | - Martin Scorsese – The Departed - Clint Eastwood – Letters from Iwo Jima - Stephen Frears – The Queen - Alejandro González Iñárritu – Babel - Paul Greengrass – United 93 |
| Bästa manliga huvudroll | Bästa kvinnliga huvudroll |
| - Forest Whitaker – The Last King of Scotland - Leonardo DiCaprio – Blood Diamond - Ryan Gosling – Half Nelson - Peter O'Toole – Venus - Will Smith – Jakten på lycka | - Helen Mirren – The Queen - Penélope Cruz – Att återvända - Judi Dench – Notes on a Scandal - Meryl Streep – Djävulen bär Prada - Kate Winslet – Little Children |
| Bästa manliga biroll | Bästa kvinnliga biroll |
| - Alan Arkin – Little Miss Sunshine - Jackie Earle Haley – Little Children - Djimon Hounsou – Blood Diamond - Eddie Murphy – Dreamgirls - Mark Wahlberg – The Departed | - Jennifer Hudson – Dreamgirls - Adriana Barraza – Babel - Cate Blanchett – Notes on a Scandal - Abigail Breslin – Little Miss Sunshine - Rinko Kikuchi – Babel |
| Bästa originalmanus | Bästa manus efter förlaga |
| - Little Miss Sunshine – Michael Arndt - Babel – Guillermo Arriaga - Letters from Iwo Jima – Iris Yamashita och Paul Haggis - Pans labyrint – Guillermo del Toro - The Queen – Peter Morgan | - The Departed – William Monahan - Borat – Sacha Baron Cohen, Peter Baynham, Anthony Hines, Dan Mazer och Todd Phillips - Children of Men – Alfonso Cuarón, Timothy J. Sexton, David Arata, Mark Fergus och Hawk Ostby - Little Children – Todd Field och Tom Perotta - Notes on a Scandal – Patrick Marber                                                                                           |
| Bästa animerade film | Bästa utländska film |
| - Happy Feet – George Miller - Bilar – John Lasseter - Monster House – Gil Kenan | - De andras liv – Florian Henckel von Donnersmarck - Efter bröllopet – Susanne Bier - Infödd soldat – Rachid Bouchareb - Pans labyrint – Guillermo del Toro - Water – Deepa Mehta |
| Bästa dokumentär | Bästa kortfilmsdokumentär |
| - En obekväm sanning – Davis Guggenheim - Fräls oss ifrån ondo – Amy J. Berg och Frank Donner - Iraq in Fragments – James Longley och John Sinno - Jesus Camp – Heidi Ewing och Rachel Grady - My Country, My Country – Laura Poitras och Jocelyn Glatzer                                                              | - The Blood of Yingzhou District – Ruby Yang och Thomas Lennon - Recycled Life – Leslie Iwerks och Mike Glad - Rehearsing a Dream – Karen Goodman och Kirk Simon - Two Hands: The Leon Fleisher Story – Nathaniel Kahn och Susan Rose Behr |
| Bästa kortfilm | Bästa animerade kortfilm |
| - West Bank Story – Ari Sandel - Binta y la gran idea – Javier Fesser och Luis Manso - Éramos Pocos – Borja Cobeaga - Helmer & søn – Soren Pilmark och Kim Magnusson - The Saviour – Peter Templeman och Stuart Parkyn                                                                                                 | - Den danske dikteren – Torill Kove - Upplyft – Gary Rydstrom - The Little Matchgirl – Roger Allers och Don Hahn - Maestro – Géza M. Tóth - No Time for Nuts – Chris Renaud och Michael Thurmeier |
| Bästa filmmusik | Bästa sång |
| - Babel – Gustavo Santaolalla - The Good German – Thomas Newman - Notes on a Scandal – Philip Glass - Pans labyrint – Javier Navarrete - The Queen – Alexandre Desplat | - "I Need to Wake Up" från En obekväm sanning – Musik och Text av Melissa Etheridge - "Listen" från Dreamgirls – Musik av Henry Krieger och Scott Cutler; Text av Anne Preven - "Love You I Do" från Dreamgirls – Musik av Henry Krieger; Text av Siedah Garrett - "Our Town" från Bilar – Musik och Text av Randy Newman - "Patience" från Dreamgirls – Musik av Henry Krieger; Text av Willie Reale |
| Bästa ljudredigering | Bästa ljud |
| - Letters from Iwo Jima – Alan Robert Murray och Bub Asman - Apocalypto – Sean McCormack och Kami Asgar - Blood Diamond – Lon Bender - Flags of Our Fathers – Alan Robert Murray och Bub Asman - Pirates of the Caribbean: Död mans kista – Christopher Boyes och George Watters II                                    | - Dreamgirls – Michael Minkler, Bob Beemer och Willie D. Burton - Apocalypto – Kevin O'Connell, Greg P. Russell och Fernando Cámara - Blood Diamond – Andy Nelson, Anna Behlmer och Ivan Sharrock - Flags of Our Fathers – John T. Reitz, David E. Campbell, Gregg Rudloff och Walt Martin - Pirates of the Caribbean: Död mans kista – Paul Massey, Christopher Boyes och Lee Orloff                 |
| Bästa scenografi | Bästa foto |
| - Pans labyrint – Eugenio Caballero och Pilar Revuelta - Dreamgirls – John Myhre och Nancy Haigh - Den innersta kretsen – Jeannine Oppewall, Gretchen Rau och Leslie E. Rollins - Pirates of the Caribbean: Död mans kista – Rick Heinrichs och Cheryl Carasik - Prestige – Nathan Crowley och Julie Ochipinti         | - Pans labyrint – Guillermo Navarro - Den svarta dahlian – Vilmos Zsigmond - Children of Men – Emmanuel Lubezki - Illusionisten – Dick Pope - Prestige – Wally Pfister |
| Bästa smink | Bästa kostym |
| - Pans labyrint – David Marti och Montse Ribe - Apocalypto – Aldo Signoretti och Vittorio Sodano - Click – Kazuhiro Tsuji och Bill Corso | - Marie Antoinette – Milena Canonero - Den gyllene blommans förbannelse – Chung Man Yee - Djävulen bär Prada – Patricia Field - Dreamgirls – Sharen Davis - The Queen – Consolata Boyle |
| Bästa klippning | Bästa specialeffekter |
| - The Departed – Thelma Schoonmaker - Babel – Douglas Crise och Stephen Mirrione - Blood Diamond – Steven Rosenblum - Children of Men – Alfonso Cuarón och Alex Rodríguez - United 93 – Clare Douglas, Richard Pearson och Christopher Rouse                                                                           | - Pirates of the Caribbean: Död mans kista – John Knoll, Hal Hickel, Charles Gibson och Allen Hall - Poseidon – Boyd Shermis, Kim Libreri, Chaz Jarrett och John Frazier - Superman Returns – Mark Stetson, Neil Corbould, Richard R. Hoover och Jon Thum |

## Filmer med fler än en nominering
- 8 nomineringar: Dreamgirls
- 7 nomineringar: Babel
- 6 nomineringar: Pans labyrint, The Queen
- 5 nomineringar: Blood Diamond, The Departed
- 4 nomineringar: Letters from Iwo Jima, Little Miss Sunshine, Notes on a Scandal, Pirates of the Caribbean: Död mans kista
- 3 nomineringar: Apocalypto, Children of Men, Little Children
- 2 nomineringar: En obekväm sanning, Bilar, Flags of Our Fathers, Djävulen bär Prada, Prestige, United 93

## Filmer med fler än en vinst
- 4 vinster: The Departed
- 3 vinster: Pans labyrint
- 2 vinster: En obekväm sanning, Dreamgirls, Little Miss Sunshine

### Fotnoter
1. ↑  ”Mirren och Whitaker fick Oscar” (på svenska). Sydsvenskan. 26 februari 2007. https://www.sydsvenskan.se/2007-02-26/mirren-och-whitaker-fick-oscar. Läst 30 juni 2019.